# Laura Rubio
Laura Rubio (Saragossa, 1995) és una dibuixant de còmics i il·lustradora aragonesa. Malgrat que va néixer a la capital, avui resideix a Terol, on ha realitzat gairebé tota la seva obra.

## Formació, carrera i premis
Quan tenia sis anys, com que tenia per passatemps dibuixar i pintar, la seva mare va decidir apuntar-la a una acadèmia de dibuix. Durant l'adolescència va ser quan definitivament es va enamorar de l'art del còmic. Així doncs, primer va cursar el batxillerat a l'Escola d'Arts de Saragossa i després, el 2017, es va llicenciar en Belles Arts a la Universitat de Saragossa, al campus de Terol. Aleshores, el 2018, va fer-hi un màster en docència amb especialització en arts plàstiques.
El seu primer còmic, Zilia Quebrantahuesos, va ser nominat el 2015 a la categoria de Millor Obra i va obtenir premis com ara el Fanny als Premis TRAN del còmic aragonès. Encara més: arran de la seva bona rebuda, dos anys més tard de la seva publicació, va ser traduït a l'aragonès sota el títol de Zilia Cluixiuesos. La seva segona obra, Queronea, editada igualment per GP Edicions i publicada el 2017, van guardonar-la com l'obra amb millor dibuix dels premis TRAN i millor obra aragonesa en els premis del Saló del Còmic de Saragossa. El 2021, amb la seqüela del primer llibre, titulada Zilia Quebrantahuesos: El fin del invierno, es va endur el premi de millor dibuix aragonès. A banda dels seus propis llibres, ha col·laborat en les cobertes i les il·lustracions d'altres, com ara Historia ilustrada de Albarracín o Un tuitero enamorado de Luis Larrodera.
Fora de la literatura, destaca la seva producció en el camp de la il·lustració per a tercers. Ha treballat en mitjans tan diversos com cartells (com el del Saló del Còmic de Saragossa del 2019), discs de música (com un del grup Ixera), vídeos amb lletra (com algun de Chusé Joven), realitat virtual, videojocs (per a l'empresa Teku Studios) i fins i tot escenaris teatrals. Ha exposat el seu treball a Barcelona, a Calanda i a Saragossa, entre d'altres.

## Obres
- Zilia Quebrantahuesos (en castellà; GP Edicions, 2015)
- Zilia Cluixiuesos (en aragonès; GP Edicions, 2017)
- Queronea (en castellà; GP Edicions, 2017)
- Zilia Quebrantahuesos: El fin del invierno (en castellà; GP Edicions, 2021)